# نوئی تروتسکی
 نوئی تروتسکی (روسی: Ной Абра́мович Тро́цкий؛ ۱۵ مارس ۱۸۹۵ – ۱۹ نوامبر ۱۹۴۰) یک معمار اهل روسیه بود. 

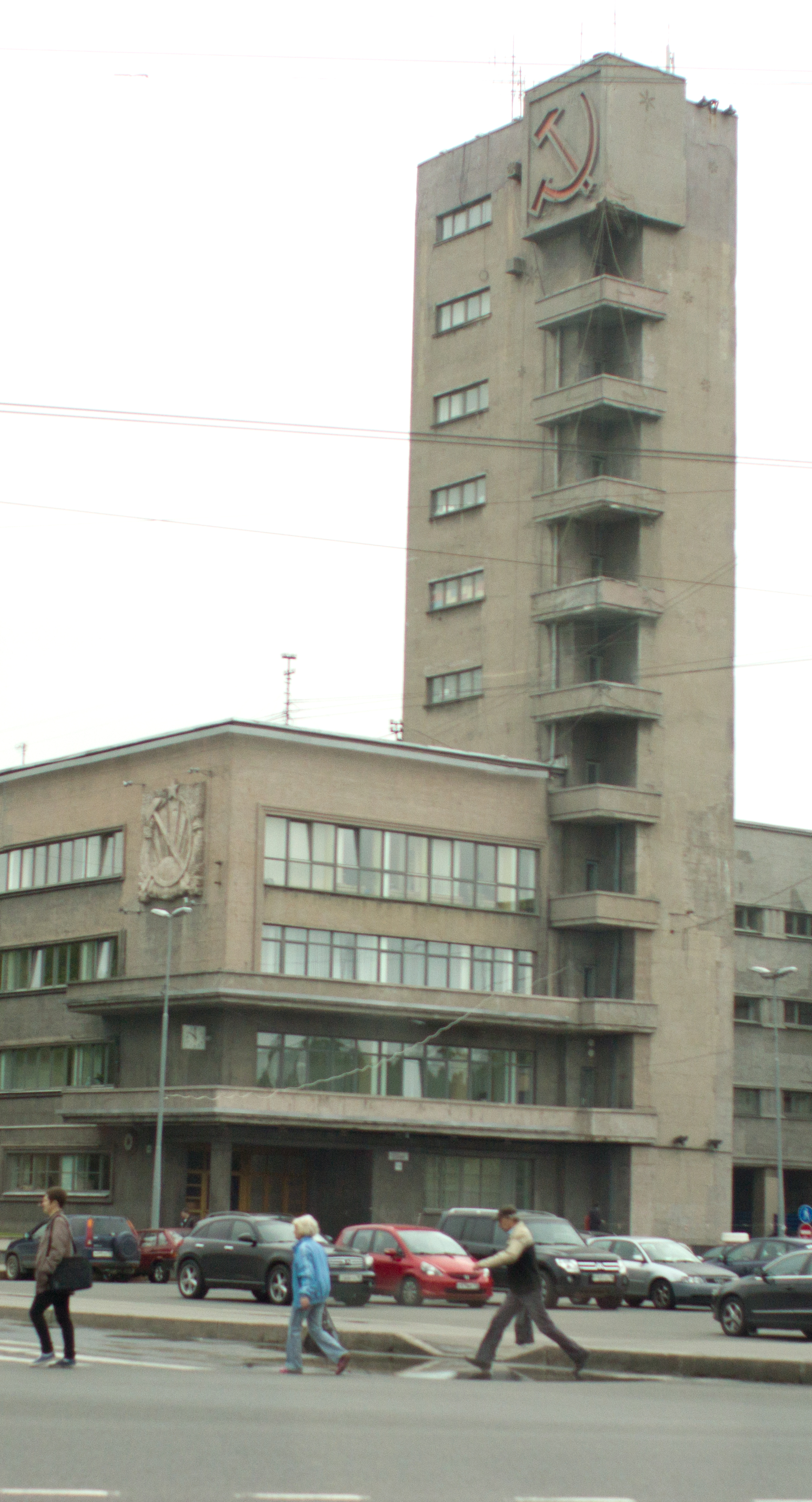